# Nowy Strachocin
Nowy Strachocin (prononciation : [ˈnɔvɨ straˈxɔt͡ɕin]) est un village polonais de la gmina de Szelków dans le powiat de Maków de la voïvodie de Mazovie dans le centre-est de la Pologne.
Il se situe à environ 4 kilomètres au sud de Szelków (siège de la gmina), 12 kilomètres au sud-est de Maków Mazowiecki (siège du powiat) et à 67 kilomètres au nord de Varsovie (capitale de la Pologne).

## Histoire
De 1975 à 1998, le village appartenait administrativement à la voïvodie d'Ostrołęka.